# Cordova (Alabama)
Cordova es una ciudad ubicada en el condado de Walker en el estado estadounidense de Alabama. En el censo de 2000, su población era de 2423.

## Demografía
En el 2000 la renta per cápita promedia del hogar era de $17,389, y el ingreso promedio para una familia era de $24,896. El ingreso per cápita para la localidad era de $11,489. Los hombres tenían un ingreso per cápita de $32,353 contra $19,549 para las mujeres.

## Geografía
Cordova se encuentra ubicada en las coordenadas 33°45′36″N 87°11′13″O / 33.76000, -87.18694 (30.895465, -88.014760).
Según la Oficina del Censo de los EE. UU., la ciudad tiene un área total de 5.95 millas cuadradas (15.40 km²).